# Soneto 9

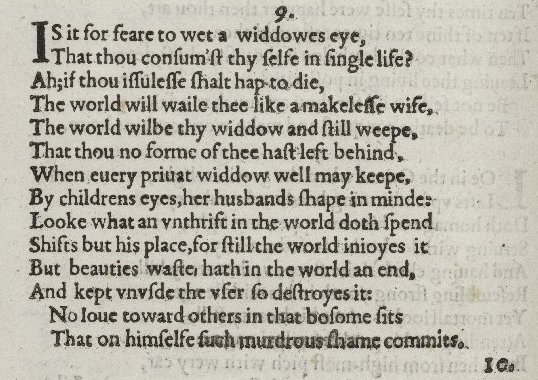
El soneto 9 conservado en la edición de 1609.

| Soneto 9 |
| --- |
| Is it for fear to wet a window's eye, That thou consum'st thyself in single life? Ah; if thou issueless shalt hap to die, The world will wail thee like a markeless wife, The world will be thy widow and still weep, That thou no form of thee hast left behind, When every private widow well may keep, By children's eyes, her husband's shape in mind: Look what an unthrift in the world doth spend Shifts but his place, for still the world enjoys it: But beauty's waste hath in the world an end, And kept unus'd the user so destroys it: No love toward others in that bosom sits That on himself such murd'rous shame commits. |
| –William Shakespeare |

El Soneto 9 es uno de los 154 sonetos escritos por el dramaturgo y poeta inglés William Shakespeare. Está considerado como uno de los sonetos shakespearianos sobre la procreación dentro de la secuencia dedica al Fair Youth.
Debido a que el Soneto 10 continua y amplifica el tema de "el odio contra el mundo", que aparece repentinamente en el pareado final de este soneto, se puede decir que el Soneto 9 y Soneto 10 forman un díptico, a pesar de que la forma de vinculación es diferente a las del caso de los Sonetos 5 y 6 o Sonetos 15 y 16.

## Traducción
¿Tienes miedo a mojar, el ojo de una viuda,

cuando así te consumes, en vida de soltero?

¡Ah! Si ocurre que mueras, sin dejar descendencia,

te llorará este mundo, como a una esposa sola.

Será el mundo tu viuda, mas siempre lamentando,

que no has dejado huella de ti sobre tu espalda,

cuando la más humilde, puede tener si quiere,

los ojos de su esposo con mirarse en sus hijos.

Lo que un derrochador, por él gasta en el mundo,

en un lugar distinto, el mundo lo disfruta,

mas la beldad tirada, tiene un fin en el mundo

y tenerla y no usarla, la destruye en sí mismo.

No existe amor al prójimo, en el seno de aquellos,

que sobre sí, cometen, el vergonzoso crimen.